# گجه‌گزلو
گجه‌گزلو (ترکی آذربایجانی: Gecəgözlü) یک منطقهٔ مسکونی در جمهوری آرتساخ است که در استان هادروت واقع شده‌است.